# The Walking Dead (гра)
The Walking Dead: The Game (укр. «Ходячі мерці: Гра») — це епізодична відеогра для iOS, OS X, Microsoft Windows, PlayStation 3 і Xbox 360 за мотивами коміксу Роберта Кіркмана — «Ходячі мерці». Гра була розроблена компанією Telltale Games. Гра складається з п'яти епізодів, випущених з квітня по листопад 2012 року. Telltale пізніше випустила всі епізоди на одному диску. Дія гри відбувається в такому ж вигаданому світі, як і коміксовий — з подіями, що відбуваються одразу після початку зомбі-апокаліпсису в Джорджії. Тим не менше, більшість персонажів в грі є оригінальними. Центральний герой — професор університету, засуджений за вбивство Лі Еверетт, який допомагає врятуватись дівчинці Клементині і починає піклуватись про неї. Гра була перевірена на відповідність оригінальному сюжетові, але Кіркман дозволив Telltale обробити більшу частину історії, змінити її специфіку. З оригінальної серії коміксів у грі були відображені три персонажі: Гершель Ґрін, Шон Ґрін і Ґлен Рі.
На відміну від багатьох відеоігор, для цієї розгадка головоломок не на стільки важливе, як розвиток сюжету і самих персонажів. Гравець робить вибір, який може призвести до смерті одних героїв іншими, або до зміни ставлення персонажів до Лі. Telltale відстежувала вибір гравців, тож це впливало на написання сюжету наступних епізодів.
Рецензенти схвалили суворий емоційний тон розповіді і виразний зв'язок між Лі і Клементиною. Гра завоювала безліч нагород, і в 2012 була визнана кількома виданнями та ігровими сайтами «Грою року». Більше одного мільйона гравців купили принаймні один епізод із серії, та понад 8,5 — окремих епізодів розпроданих до кінця 2012 року. Такий успіх пояснювався приверненням уваги до жанру пригодницької гри. Telltale оголосила, що другий сезон гри буде в дусі перших п'яти епізодів серії.

## Ігровий процес
Гра «Ходячі мерці» — це пригодницька гра point-and-click від третьої особи, в якій гравець який керує головним персонажем Лі Евереттом, разом з групою інших людей стараються вижити в зомбі-апокаліпсисі. Гравець може спілкуватись з персонажами і взаємодіяти з ними, а також з елементами навколишнього середовища. Варіанти цієї взаємодії можуть бути різними.
Наприклад, гравець здатний дивитися на героя, поговорити з ним, або, якщо герой несе щось, запропонувати іншому персонажу робити це. Згідно з Робертом Кіркманом, гра «Ходячі мерці» орієнтована більше на розвиток персонажів та історії, а не на вбивстві трупів, що, як правило, є і в інших іграх про зомбі, таких як Left 4 Dead.

## Персонажі
Протягом усіх 5 епізодів гравець керує лише одним персонажем — Лі Еверетом, який зустрічається і спілкується з багатьма іншими та впливає на їхні долі. Характер цього героя повністю формується і розвивається гравцем. Ґреґ Міллер стверджує, що завдяки діалогам і озвучці персонажів гравець легко до них прив'язується.
- Лі Еверетт — головний герой всіх п'яти епізодів. Був професором в університеті в Джорджії, але потім звинувачений у вбивстві сенатора, який спав з його дружиною. На початку першого епізоду Лі везуть до в'язниці, але поліцейська машина потрапляє в аварію і він опиняється на волі.

- Клементина — одна з головних персонажів. Маленька дівчинка, батьки якої на початку історії поїхали в Саванну, залишивши її з нянею. До того, як Лі знайшов її, провела два дні в будиночку на дереві. Вона — «проблиск надії» для всієї групи, приклад моралі і гарантія доброго майбутнього для всього людства.

- Кенні — один з головних персонажів. Майже від самого початку гри подорожує з Лі і Клементиною. В нього є дружина Катя, ветеринар родом із Бельгії, та син Дак.

- Бен Пол — студент, до групи долучається в другому епізоді, після загибелі свого наставника Девіда Паркера і друга Тревіса. В нього з групою складні стосунки. В четвертому епізоді багато разів може себе проявити, але йому ніколи це не виходить.

- Омід та Кріста — парочка, яка подорожувала Америкою, а до групи Лі вони долучилися в третьому епізоді.

- Лілі Коул — лідер групи людей, які вижили і переховувалися в магазині в Мейконі, працювала в сфері обслуговування на базі ВПС. В неї був батько з хворим серцем Ларрі Коул. Лілі пізніше покидає групу, або її виганяють (залежить від дій гравця). Її подальша доля описана в оригінальному коміксі.

- Карлі — обласний репортер, від інфікованих була врятована Дагом.

- Даг — електромеханік, приїхав в Мейкон разом з дядьком. Персонаж — прототип колишнього працівника Telltale Games Даґа Табакко.
- Ґлен Рі — кмітливий хлопець, завжди готовий допомогти, навіть коли це небезпечно для нього самого. В кінці першого епізоду від'їжджає в Атланту. Один з головних персонажів оригінального комікса.
- Чак — безхатько, який жив у поїзді та помітив Лі, коли той оглядав потяг в третьому епізоді.
- Моллі — дівчина з криголамом, з'являється в четвертому епізоді. Вона дуже добре лазить по стінах і активно бореться з ходячими. Була в групі живих у Кроуфорді, допоки не вбили її сестру.
- Гершель Ґрін — власник ферми, на яку його син Шон привіз Лі та Клементину.
- Марк — колишній військовий, служив на базі ВПС, долучився до групи між першим і другим епізодами.
- Бренда Сент-Джонс і її сини Енді і Денні — фермери, запропонували групі бензин в обмін на їжу.
- Вернон — чоловік похилого віку, лідер групи хворих на рак людей, які вижили, а також він лікар за професією.

## Епізод 1. Новий день
Деякі моменти цього двогодинного епізоду вважаються морально важчими, ніж будь-яких інших іграх. Перша реакція ігрових видавництв на вихід цього епізоду була позитивною. «Вибір редакції» в IGN і Official Xbox Magazine, перше місце за кількістю продажів серед XBLA-ігор в перший тиждень після виходу, четверте місце за кількістю квітневих продажів в PSN. Компанія заявила, що за перші два тижні було продано більше мільйона копій гри.
26 липня 2012 року вийшла версія епізоду для iOS. Інтерфейс в цій версії було змінено, щоби полегшити гру при використанні сенсорного екрану.
Сюжет
По дорозі до в'язниці Лі потрапляє в аварію. Офіцер, який його супроводжував, стає блукачем. Тому герою довелося його застрелити з дробовика. Все ще не розуміючи, що сталося, Лі шукає допомогу у найближчому домі, де знаходить Клементину. Її, восьмилітню дівчинку, батьки залишили з нянею, а самі поїхали в Саванну. Дівчинка допомагає Лі врятуватись від зомбі, вчасно простягнувши йому молоток. Лі вирішує піклуватись про неї. В місті вони зустрічають Шона, який запрошує їх на ферму свого батька Гершеля Ґріна. Наступного дня вони знайомляться з іншими втікачами: Кенні, його дружиною Катею і сином Даком. На ферму нападають зомбі і кусають Шона. Хершел одразу виганяє всіх із своєї ферми.
Лі і Клементина разом із сім'єю Кенні вирушають в Мейкон. В місті на них нападають блукачі, але їх рятують люди, що переховуються в магазині: Лілі, її батько Ларрі, Ґлен, Карлі і Даґ. Ларрі стається серцевий напад і потрібно терміново знайти і принести ліки. В цей час Ґлен наважується піти до мотелю за бензином, щоби група могла покинути Мейкон. Там він натрапляє на ще одну живу людину — Ірен — і просить Карлі та Лі допомогти її витягнути. Але виявляється, що дівчину вкусили зомбі, і вона накладає на себе руки.
Коли Лі відкриває двері складу, де були ліки, активується сигналізація, на яку сходяться з округи всі мерці. Група тих, хто вижили, змушена втікати з магазину. При цьому гинуть або Карлі, або Даґ. Всі живі вирішують осісти в мотелі, який легко укріпити і де є все необхідне. Але Ґлен вирішує повернутися в Атланту, щоби дізнатися подальшу долю своєї сім'ї і друзів.

## Епізод 2. Спраглі за допомогою
Епізод вийшов у світ 27 червня 2012 року для Xbox, а 29 червня в PSN для Північної Америки і для PC. В другому епізоді зомбі майже не появляються. Замість цього історія сконцентрована на нелюдському ставленні одних людей до інших. Під час проходження гри гравець часто мусить робити важкий моральний вибір.
Сюжет
Пройшло три місяці після подій першого епізоду. Запаси групи майже закінчилися. Лілі і Кенні весь час сперечаються про те, хто буде головним. Лі і Марк, військовий у відставці, під час полювання в лісі натрапляють на двох студентів з їхнім наставником, який попав у капкан. Щоб врятувати його, доводиться відрубати ногу. На шум сходяться зомбі, а один із нових знайомих не встигає втекти, а другий — поранений. До групи повертаються з пораненим, але він не виживає і стає зомбі. Студент Бен Пол, який вижив, повідомляє, що блукачами стають не від укусу, а в результаті будь-якої смерті, якщо не пошкоджений головний мозок.
Через деякий час приходять Ендрю і Денні Сент-Джонси та пропонують пальне в обмін на їжу та запрошують на свою ферму. Частина групи відправляється в розвідку. Лі і Марк намагаються перевірити, чи безпечно там залишатися. Марка при цьому поранили бандити. Бренда, мати братів, відводить його в дім, а Лі з Денні намагаються знайти винуватців цього випадку. Вони натрапляють на табір божевільної Джолін, яка погрожує їм арбалетом та її вбивають.
До вечора на фермі збирається майже вся група, але Лі і Кенні підозрюють, що щось не так, і проникають в заборонену кімнату. Вона вся залита кров'ю. На другому поверсі Лі знаходить Марка, якому сім'я ампутувала ноги і з'їла. Клементину, Лілі, Ларрі, Лі і Кенні захоплюють і закривають в морозильній камері. В Ларрі стається серцевий напад і Кенні, боячись, що той перетвориться на зомбі, скидає йому на голову блок солі. Клементина вибирається з камери через вентиляційний отвір і рятує всіх. Лі вбиває з двома братів і їхню мамашу. На ферму насувається натовп зомбі. Вся сім'я Сент-Джонсів вбита.
По дорозі назад в мотель ті, хто вижив, натрапляють на покинуту машину з припасами. Завдяки батарейкам з неї, Лі переглядає запис з камери, яку він знайшов у таборі Джолін. Він дізнається, що на мотель збираються напасти бандити.

## Епізод 3. Перед важкою дорогою
На відміну від попередніх епізодів, в яких гравець формував стосунки головного персонажа з іншими, в третьому епізоді герої проходять випробування на витривалість.
Сюжет
Пройшов тиждень після подій другого епізоду. Під час пошуків припасів Лі і Кенні бачать заражену дівчину, яка втікає від зомбі. Її можна врятувати або використати її крики, щоб відвернути увагу зомбі дістати більше припасів. Коли вони повертаються в табір, виявляється, що Лілі підозрює когось у крадіжці припасів, особливо медикаментів, що містять опіум. Лі знаходить пакет з ліками за огорожею. Потім на табір нападають бандити і зчиняється перестрілка, на звуки якої сходяться зомбі. Кенні на фургоні вивозить всіх із мотелю. Під час вимушеної зупинки Лілі намагається остаточно з'ясувати, хто злодій. В результаті вбиває Даґа або Карлі. Всі лякаються і не знають, що робити з Лілі.
Фургон доїжджає до залізниці, де шлях йому перекриває вантажний потяг. Об'їхати потяг неможливо, але на ньому можна добратися до Саванни. Даку після укусу стає все гірше. Групі вдається завести потяг. До них долучається Чак — безхатько, який жив в цьому потязі. Якщо Лілі не залишили на дорозі, то вона викрадає фургон.
Потяг рушає. Дак починає кашляти кров'ю і група не може вирішити, хто його вб'є. Катя не витримує і накладає на себе руки пострілом в скроню. Чак вмовляє Лі навчити Клементину самооборони. Бен признається Лі, що це він викрадав припаси, щоб групу не вбили.
Потяг доїжджає до автомобільного моста, де до групи долучаються дружелюбний Омід і недовірлива Кріста. Лі вичищає найближчу залізничну станціювід зомбі. На потяг наступає натовп мерців, але всі герої встигають врятуватися. Перед приїздом в Саванну запрацювала рація Клементини, і поки вона спить, Лі і Кенні слухають чийсь голос.

## Епізод 4. На кожному кроці
На відміну від попередніх епізодів, в четвертому немає епічних моментів. Сюжет просто продовжує історію і зав'язується так, щоби гравець з нетерпінням чекав на останній епізод. В четвертому епізоді набагато більше екшн-сцен Ігрові видавництва оцінюють цей епізод значно нижче, ніж попередні. В гравця появляється можливість зробити вибір в дусі «Не зараз. Потрібно рятуватися!».
Сюжет
Група в Саванні. Рятуючись від зомбі, група ховається в найближчому домі, але Чак залишається боротися. На горищі Кенні знаходить хлопчика, подібного до Дака, який став блукачем.
В рану Оміда потрапляє інфекція і він майже не може ходити. Кенні і Лі, а також Клементина, яка таємно подалася за ними, їдуть на набережну перевірити човни. Вони зустрічають Моллі, дівчину-альпіністку, яка розказує чоловікам про останні події в місті. Виявляється, ті, хто вижив, в перші дні створили групу Кроуфорд і забарикадувалися в одному із кварталів. Вони зібрали запаси із цілого міста, навіть із машин на дорогах. Але поступово Кроуфорд почав позбуватися тих, хто не приносив користі, тобто дітей, хворих і людей похилого віку.
Через випадковий постріл Кенні команда змушена рятуватися від зомбі. Всім вдається втекти, але Лі змушений спуститися в каналізацію, де знаходить труп Чака. Лі натрапляє на Вернона з групою, які втекли з Кроуфорда. Вони допомагають Лі повернутися в групу. Клементина, рятуючись, знаходить в сараї човен, який дає групі надію на порятунок.
Оміду потрібні антибіотики, а для човна — паливо і акумулятор. Група вирішує проникнути на територію Кроуфорда і забрати потрібні речі. Їм допомагають Вернон і Брі, дівчина з цієї групи. Але на території Кроуфорда — блукачі. Група розділяється, щоби зібрати припаси. Бен признається, що багато проблем було через нього, зчиняється сварка. Але вриваються зомбі, вбивають Брі. Всі втікають, Лі повинен вирішити, чи жити далі Бену.
Вернон пропонує віддати Клементину його групі. Наступного ранку Клементина пропадає, а Лі стає зараженим. Лі може попросити допомоги у групи і кожен вирішує, чи йти йому з головним персонажем. Там, де переховувалася група Вернона, нікого немає. Невідомий зв'язується з Лі по рації, стверджуючи, що Клементина у нього.

## Епізод 5. Часу вже немає
В останньому епізоді гравець має прийняти набагато більше важливих рішень, ніж у попередніх. Та й Лі діє прямолінійніше. Всі його дії спрямовані на пошук Клементини. В цьому епізоді відсутні важкі завдання і відбувається найбільша битва з блукачами. Епізод визнали ідеальним завершенням всієї гри.
Сюжет
Лі завершує розмову з незнайомцем, який стверджує, що Клементину викрадено тільки заради її блага. Та згодом Лі охоплює лихоманка і він має зробити вибір — ампутувати йому ліву руку, чи ні. Всі повертаються в будинок і бачать, що група Вернона викрала човен. Зомбі наступають на будинок, і всі живі відступають на горище, де через проламану стіну пробираються в сусідній дім. Під час стрибка Бен, якщо він на цей момент живий, серйозно поранений. Кенні і Лі намагаються йому допомогти, але зомбі заважають це зробити. Кенні до останнього залишається з Беном, і його захоплює натовп блукачів. Лі, Кріста і Омід майже добираються до готелю, але коли намагаються перетнути дорогу, розділяються.
Лі приймає рішення спуститися і прориватися напряму через натовп зомбі. В готелі він зустрічає викрадача Клементини, який виявився власником припасів, забраних групою в кінці другого епізоду. Він розказує, що ця крадіжка для його сім'ї мала погані наслідки, і стверджує, що Лі поганий опікун для дівчинки. Поки вони розмовляють, Клементина тихо підкрадається до викрадача, якого вбиває Лі з її допомогою або без неї.
Зрозумівши, що запах зомбі може замаскувати живих, Лі натирає Клементину кров'ю мерця. При виході із готелю Клементина бачить своїх батьків, які стали зомбі, а Лі втрачає свідомість. Клементина відтягує його в сховок і зачиняє двері. Лі пояснює дівчинці, що його вкусив зомбі, і розказує, як їй діяти далі. Клементина може піти з приміщення, або вбити Лі. Фінальне відео після титрів показує пригнічену і розчаровану Клементину, яка йде по полю і зупиняється, щоб перепочити на зрубаному стовбурі дерева. Вона помічає дві постаті на горизонті. Дівчинка підводиться і не знає, що робити далі. Гра закінчується.

## Доповнення «400 днів»
Критика
11 червня 2013 року в мережі з'явився трейлер додаткового шостого епізоду під назвою «400 днів». Він є останнім епізодом першого сезону гри. Епізод складається з 5 історій, які пропонують свою точку зору на зомбі-апокаліпсис. Всі історії починаються в різні дні і охоплюють період з 1-го по 400-ий дні епідемії. Ці історії можна грати у будь-якому порядку, та дізнатись яким чином вони впливають один на одного. Шосе Джорджії є ключовим місцем де відбуваються всі події. Також є можливість побачити, як світ розвалюється на шматки з кожним днем. Наприклад, закусочна може бути цілою в одній історії, але в іншій всі вікна будуть забиті для захисту від зомбі ззовні. У міру того, як розвертається апокаліпсис, персонажів чекають різні зміни поведінки на ситуацію, яка відбувається в даний момент.
У епізод можна перенести інформацію із збереженої гри попередніх п'яти епізодів, і рішення прийняті в 6-му епізоді «400 днів» перейдуть в другий сезон гри. Епізод доступний для Microsoft Windows, Mac OS X, ios, Android, Xbox 360, Playstation 3, і спеціальний комплект видання Playstation Vita включатиме повний перший сезон, включаючи 6-ий. Вихід 6-го епізоду відбувся 3 липня 2013 року на РС і Mac. Вихід епізоду на Playstation Vita відбувся 20 серпня 2013.
Сюжет
Сюжет побудований на п'яти історіях п'яти людей(Вінс, Ваят, Расел, Бонні і Шел), які відбувалися паралельно всьому першому сезону (деякі відбуваються в проміжку між прологом і основними подіями другого сезону). Майже в кожній історії з'являється заправка «Гілс-Пітстоп».
- Вінс їде в автобусі до в'язниці. Один ув'язнений починає душити іншого і переляканий конвоїр випадково вбиває одного з них. Через якийсь час той оживає і конвоїри злякавшись збігають. Вінсу і одному з його товаришів вдається втекти після того, як вони відстрілюють скобу, яка утримувала їх ланцюг.
- Ваят і його друг Еді тікають від когось на машині і ховаються від нього в кюветі, скориставшись туманом. Випадково вони когось збивають, і залежно від дій гравця, Ваят або йде поглянути чи був той живий, або ж залишається в машині. Через якийсь час на машину нападає той, від кого вони тікали, через що, Ваят або виїжджає кинувши Еді, або ж вирушає в туман.
- Расел йде пішки по узбіччю дороги (по якій їхала група Лі в третьому епізоді), у надії дістатися до Стейтсборо, де живе його бабуся. Його підбирає на вантажівці чоловік на ім'я Нейт, який у міру спілкування з Раселом, починає все більше демонструвати ознаки психічної неадекватності і садизму. Через якийсь час вони під'їжджають до заправки «Гілс-Пітстоп», де Нейт, пропонує пошукати запаси. Несподівано із заправки по ним відкривають вогонь. Їм вдається пробратися всередину і поранити стрільця, але потім Расел бачить, що це була пара людей похилого віку, Волт і його дружина Джин. Волт заявляє, що Нейт вже був тут раніше і намагався їх пограбувати. В Расела є вибір, або залишитися з Нейтом, або піти. Незалежно від вибору Нейт застрелить людей похилого віку. Якщо історія Расела була пройдена після історії Ваята, то з'ясується, що людиною від якої тікали Ваят і Еді був Нейт.
- Бонні, Ліланд і його дружина Ді рятуються втечею після того, як остання вкрала в однієї спільноти сумку із запасами. Вони ховаються на кукурудзяному полі, де Бонні у результаті втрачає їх слід. Бачивши як до неї хтось наближається, вона хапає інструмент і б'є ту людину по голові, але до свого жаху виявляє, що це була Ді. Залежно від прийнятих рішень, Бонні або відводить убитого горем Ліланда з собою, або вирушає одна.
- Шел живе разом з молодшою сестрою Беккою і ще декількома людьми на заправці «Гілс-Пітстоп» (з'ясовується, що це у них вкрала сумку Ді). На територію пробирається незнайомець, що не говорить англійською і намагається вкрасти у них їжу. Перед Шел постає вибір: відпустити незнайомця, або ж (оскільки висловлюють версію, що він може бути шпигуном) вбити його. Далі дія переноситься приблизно на місяць вперед. Якщо незнайомець був відпущений, то на заправку було здійснено напад, і хоча він був відбитий, люди на заправці зазнали втрат. У обох варіантах це приводить до того, що лідер групи Роман, посилив правила і тепер на території заправки панує абсолютно безрадісна атмосфера. Виявляється, що одна з дівчат Стефані, спробувала обікрасти їх і втекти, тому перед Шел постає вибір: вбити Стефані, або ж разом з Беккою втекти на фургоні. Серед людей групи, присутні члени групи Вернона, з'ясовується, що незабаром після крадіжки човна група розпалася, але доля Вернона невідома.

У фіналі на 400-й день після початку епідемії, на тепер вже остаточно покинуту заправку «Гілс-Пітстоп» приходить Тавія. За цей час всі п'ятеро героїв зустрілися і розбили недалеко від заправки палатковий табір, а на самій заправці залишили на дошці оголошень свої фотографії і план дороги до їх табору, в надії, що так їх зможуть розшукати друзі. Тавія приходить в їх табір і говорить, що вона представник однієї великої спільноти на півночі, і запрошує їх туди, тому що там вони будуть в більшій безпеці, і можливо знайдуть там своїх друзів та родичів. Залежно від вибору гравця у всіх п'яти історіях і реплік самої Тавії, останній або удається умовити піти всіх, або лише деяких з них. Все завершується тим, що вона віддає їм їх фотографії, після чого ті спалюють їх на вогнищі.

## Музика і звук
Озвучування персонажів в грі не раз викликало похвалу, але фонову музику в другому епізоді критикували через те, що вона припиняла деколи звучати в середині сцен.

## Процес створення
До початку роботи над грою «Ходячі мерці» компанія Telltale Games вже створила кілька успішних епізодичних пригодницьких ігор за однойменними творами, зокрема три сезонну Sam & Max («Сем та Макс») за мотивами коміксу та попередніх відеоігор, а також Tales of Monkey Island («Історії Мавпячого острова»), що стала п'ятою частиною популярної серії ігор. У 2010 році Telltale Games уклала угоду з кінокомпанією Universal Studios, отримавши таким чином право на створення Back to the Future: The Game («Назад у майбутнє: Відеогра») та Jurassic Park: The Game («Парк юрського періоду: Відеогра»). Остання містила елементи, нетипові для відеоігор, зокрема поєднання quick-time трафунків, що вимагало від гравця активніших дій, як у Heavy Rain від компанії Quantic Dream.
У лютому 2011 Telltale оголосила про підписання угоди з Warner Bros. на створення відеоігор за мотивами Ходячі мерці та Fables. Стосовно «Ходячі мерці», сторони домовилися про створення упродовж кількох років серії епізодів для різних платформ. Випуск першої частини відеогри планували на останній квартал 2011 року.
У процесі створення гри Telltale Games співпрацювала з Робертом Кіркманом та видавництвом Skybound Entertainment. Кіркман зокрема заявив, що граючи у Strong Bad's Cool Game for Attractive People, котра також була дітищем Telltale, він зауважив, що розробники приділили основну увагу розповіді, намагаючись зацікавити нею гравця. Цього разу Telltale, за його словами, запропонувала створити гру з акцентом на «прийнятті рішень та результатах таких дій, а не просто перестрибуванні перешкод чи збиранні амуніції». Виживання як головна мета гри, а також необхідність вибору між двома «поганими» варіантами зацікавили Кіркмана і переконали його приєднатися до проекту. Відтоді він співпрацював з Telltale, хоча й не брав безпосередньої участі у створенні гри, а в основному стежив, щоб її сюжет не відхилявся від оригінального першоджерела, як і у випадку з однойменним серіалом. Ден Коннерс, головний виконавчий директор компанії Telltale, заявив, що співпраця з Кіркманом полегшила роботу над проектом, зокрема стосовно введення в сюжет нових персонажів замість постійної орієнтації на вже існуючих у коміксі.
Стосовно внутрішньої кат-сцен, натхненням для творців нової гри, за словами Коннерса, стали Heavy Rain та the Uncharted. З іншого боку, ідея надати гравцю вибір виникла під впливом серії ігор Mass Effect. Працюючи над The Walking Dead, компанія Telltale використовувала репліки з однойменного телесеріалу, а також із Game of Thrones та Mad Men, щоб домогтися швидкого розвитку персонажів за короткий час. Незалежно від того, які рішення прийматиме гравець у процесі проходження гри, такий вибір буде неминучим. Зважаючи на важливість персонажа Клементини, розробники витратили багато часу, намагаючись зробити її «моральним орієнтиром» всієї гри. В той же час, будучи дитячим персонажем, Клементина не повинна була виглядати набридливою чи плаксивою. Так само, сцена з Незнайомцем у готелі дозволяє розглянути рішення гравця під призмою моралі, адже він може відреагувати або проігнорувати звинувачення Незнайомця.

## Вибір
Під час створення гри «Ходячі мерці» головним для всіх персонажів був концепт смерті. В самій компанії Telltale працювало багато колишніх службовців LucasArts, що раніше вже створювали ігри, де гравець не може померти. Вони запропонували ввести в сюжет ситуації, коли Лі помирає, якщо гравець реагує занадто повільно на певні події, хоча саме в цей момент спрацьовує функція перезавантаження гри. З іншого боку, другорядні персонажі помирають на основі миттєвих рішень гравця. Як результат, зберігається темп гри. Окрім цього творці гри втілили в життя ідею відстеження рішень гравця. Попередні розробки Telltale дозволяли слідкувати за прогресом тієї чи іншої гри, однак в даному випадку їх застосували у значно ширшому форматі, тим самим відкривши доступ до глобальної статистики.
Щодо прийняття важливих рішень, автори хотіли домогтися поділу гравців на рівні групи, вважаючи співвідношення 75 до 25 % недостатньо добрим. У зв'язку з цим діалоги безпосередньо перед вибором є нейтральними. Вище згадане співвідношення прослідковувалось у першому епізоді, коли треба вибрати між Карлі («звабливою репортеркою з пістолетом») та Даґом («придурком»). Не дивно, що більшість гравців рятували Карлі. Так само в другому епізоді вибираючи між «відрізати Паркеру ногу», що передбачало напад зомбі, і «залишити його позаду», більшість гравців схилялися до останнього варіанту. У наступних епізодах діалоги було змінено таким чином, щоб гравець сам прийняв «правильне рішення».
У деяких випадках, авторам доводилося оминати увагою персонажів та хронологію подій першотвору. Наприклад, у першому епізоді гравець знайомиться з Гершелем Ґріном, котрий у коміксі зображений як озлоблений батько, що став свідком перетворення власного сина на блукача. Одним з перших рішень, котре повинен прийняти гравець, є порятунок Шона чи Дака; у будь-якому випадку Шон постраждає від укусу зомбі, зміниться лише спосіб. У цьому випадку важливим є ставлення Кенні до головного героя в залежності від його вибору. З іншого боку, деякі сцени були спроектовані з огляду на очікувану реакцію гравців на того чи іншого персонажа. Наприклад, Ларрі зображений як справжній недоумок. Згідно зі статистичними даними, котрі отримала Telltale, більшість гравців хотіли позбутися або вбити Ларрі за першої ж нагоди. Щоб поліпшити ставлення до нього, автори написали у другому епізоді діалог, в котрому Лілі виправдовує батька. Очікувалось, що така зміна сюжету вплине на гравців під час прийняття рішення, чи допомогти Кенні вбити Ларрі, котрий, можливо, помре від серцевого нападу або перетвориться на зомбі. Так і сталося, адже 75 % гравців у результаті хотіли врятувати Ларрі.
Статистику попередніх епізодів також використовували у процесі роботи над новими. Гері Вітта, автор четвертої частини, детально ознайомився з даними статистики трьох попередніх епізодів, щоб чітко визначити загальну лінію розвитку сюжету. Наприклад, у третьому епізоді помирає Дак. Гравець повинен вбити його сам або змусити Кенні це зробити. У четвертому епізоді, за сценарієм Вітти, Кенні знаходить хлопчика, дуже схожого на Даґа, котрий помер від голоду на горищі і перетворився на зомбі. Гравець знову постає перед вибором чи вбити хлопчика самому, чи це повинен зробити Кенні. Третій варіант — нічого не робити і залишити хлопчика на горищі, однак таке рішення суттєво впливає на ставлення інших персонажів до Лі. Як результат попередніх рішень гравця, у п'ятому епізоді необхідно було розробити 32 варіанти розвитку сюжету. Така кількість можливих варіантів була необхідною умовою «органічності» гри, щоб кожен гравець відчував ніби створює свою власну історію всередині гри, а не просто рухається наперед заданим шляхом.

## Мультиплатформа
Рушій, використаний у грі «Ходячі мерці» оптимізували для того, щоб використовувати гру на різних платформах, таких як ПК, ігрові консолі та мобільні пристрої. Тому, розробники зосередились на досягненні найкращої схеми управління для кожної платформи; особливо для телефонів з сенсорними екранами.
З попередніми серіями розробленими компанією Telltale у розробників виникали проблеми з одночасним релізом гри на усіх платформах. Однією з причин цього були проблеми, що виникли зі службою Xbox Live Arcade для Xbox 360. Невеликі компанії, такі як на той час, Telltale, повинні були заздалегідь узгоджувати з більшими компаніями час у розкладі релізів, а це у свою чергу ускладнювало своєчасний реліз гри на усіх платформах. Проте, після успіху таких ігор, як «Назад у майбутнє» та «Парк Юрського періоду», Telltale набула офіційного статусу видавця на Xbox Live, що надало їм більше можливостей регулювати графік. Більше того, вони розробили гру таким чином, що з другого по п'ятий епізоди можна завантажити з інтернету. Це дозволило уникнути резервації часу і таким чином забезпечити вчасний реліз на усіх платформах.

## Розробка та реліз
Спочатку реліз гри планувався на кінець 2011 року, але потім його перенесли на квітень 2012. Згодом Telltale оголосила, що у грудні 2012 після релізу останнього — п'ятого епізоду вийде повноцінна гра на диску. Тільки у магазинах Gamespot у Північній Америці можна придбати колекційне видання, у яке входять нові арти від Чарлі Адларда, «Ходячі мерці», комікс, у який входить 48 випусків серії Роберта Кіркмана. Дата виходу версії на iOS була запланована на серпень 2012. Епізоди для iOS мали виходити незадовго після виходу епізодів для комп'ютерів /консолей . Пізніше після повноцінного релізу гри на AppStore Telltale запропонувала перший епізод задарма. Як зазначив Ден Конорс, директор компанії, «таким чином гра стала доступнішою для більшої кількості людей, які згодом можуть пройти її повністю».

## Відгуки
Перший епізод «Новий день» отримав схвальні відгуки. Від сайту Metacritic гра отримала такі оцінки: 82 % для версії для ПК, 84 % — для PS3, 79 % — для версії на Xbox 360.
Другий епізод «Спраглі за допомогою» також отримала схвальні відгуки. Епізод став «Найкращою пригодницькою грою» згідно з GameSpy. Третій епізод, «Попереду довга дорога» отримав такі ж схвальні відгуки, як і попередні два. IGN дала грі 9/10, зазначуючи, що "це неспокійний, напружений початок подорожі, яка і досі була нелегкою. GameSpot дав грі 8.5 з 10, зауважуючи, що «Гра „Ходячі мерці“ з кожним епізодом стає все кращою і кращою». MTV також відзначила роботу компанії. Telltale створила гру, наповнену напруженими, емоційними рішеннями посеред не надто складних головоломок. Вражаюча адаптація робіт Роберта Кіркмана.
Четвертий епізод «На кожному кроці» знову ж таки отримав позитивні відгуки. Проте, епізод все ж покритикували за технічні проблеми і за те, що нові персонажі не були висвітлені належним чином. Епізод отримав найнижчу оцінку з п'яти і неодноразово визнавався найслабшим епізодом серії.
Останній епізод «Часу вже немає» отримав майже ідеальну оцінку за різкий тон історії та особливо за розв'язку. Епізод отримав 9,5 з 10 згідно з IGN. Невелику критику викликали тільки проблеми з переглядом серій в цілому. 8.5 з 10 гра отримала від Game Informer, при цьому було зазначено, що сюжет справді чудовий, але не можна не покритикувати розробників за те, що всі рішення прийняті в кінці гри не мали реального впливу на розв'язку, а лише додавали грі реалістичності.
Позитивні відгуки значно вплинули на продажі гри, які ще й значно зросли завдяки продажу через інтернет. Перший епізод очолював чарт Xbox Live Arcade протягом тижня, і ще протягом двох залишався в лідерах. За перший тиждень було продано більше 20 млн копій 1 епізоду (не враховуючи версію для iOS). Станом на січень 2013 було продано близько 8.5 мільйонів копій для усіх платформ, що принесло компанії прибуток в розмірі 40 млн доларів США. Також, як зазначив Ден Конорс, 25 % від загального продажу — здобуток версії для iOS.

## Рейтинги
Гра потрапила до великої кількості рейтингів і отримала численні нагороди різноманітних видавництв. Гра увійшла в десятку найкращих апокаліптичних ігор всіх часів за версією The Independent. Гра увійшла в Топ-10 найкращих ігор 2012 року за версією The Independent.
Cheat Code Central— популярний вебресурс, присвячений відеоіграм присудив грі, а також компанії Telltale Games перемогу в таких номінаціях:
- Гра року

- Студія року

- Найкраща завантажувана гра

- Найкращий чоловічий персонаж — Лі, Найкращий жіночий персонаж — Клементина.

Також гра отримала престижну нагороду Video Game Awards зразу в чотирьох номінаціях:
- Гра року

- Найкраща адаптована гра

- Найкраща завантажувана гра

- Найкращий чоловічий персонаж — Лі

- Найкращий жіночий персонаж — Клементина. Студія Telltale була названою студією року.